# Gbadolite
Gbadolite je město na severozápadě Demokratické republiky Kongo.
Prezident Mobutu Sese Seko, který pocházel z okolí Gbadolite, zde nechal postavit komplex luxusních rezidencí, kterému se říkalo „Versailles v džungli“. Mobutu proměnil Gbadolite ve svou základnu a výkladní skříň režimu. Místní obyvatelé se těšili na konžské poměry vysoké životní úrovni. Byla zde řada podniků, které jim dávaly obživu, díky přehradě na řece Ubangi nemělo město problémy se zásobováním elektřinou, místní nemocnice byla vybavena moderními přístroji, uznávaná byla i jezuitská střední škola, obchody byly zásobeny zbožím z celého světa. V nedaleké obci Moanda vzniklo letiště, které mohlo přijímat i trysková letadla Concorde.
Po pádu Mobutova režimu v roce 1997 město vydrancovala povstalecká vojska.